# Coupe de France de football 1968-1969
Navigation
Coupe de France 1967-1968 Coupe de France 1969-1970
La Coupe de France de football 1968-1969 a vu la victoire de l'Olympique de Marseille sur les Girondins de Bordeaux en finale, le 18 mai 1969 au Stade olympique Yves-du-Manoir à Colombes, sur le score de 2 buts à 0.
À noter que les matchs se jouent à partir de cette édition sous la forme aller-retour, sauf en finale (où le match est toutefois rejoué en cas d'égalité au terme de la prolongation). Il faudra attendre l'édition 1989-1990 pour voir réapparaître les matchs à élimination directe.

## Trente-deuxièmes de finale
| Division        | Club                     | Score      | Club                       | Division        |
| --------------- | ------------------------ | ---------- | -------------------------- | --------------- |
| Division 1 (D1) | RC Paris-Sedan           | 4 - 0      | CA Mantes-la-Ville         | CFA (D3)        |
| CFA (D3)        | FC Mulhouse 1893         | 1 - 0      | Entente Chaumont AC        | Division 2 (D2) |
| Division 1 (D1) | FC Nantes                | 6 - 3      | Limoges FC                 | Division 2 (D2) |
| Division 1 (D1) | OGC Nice                 | 2 - 1      | Entente BFN                | CFA (D3)        |
| Division 2 (D2) | Stade de Reims           | 3 - 2 a.p. | FC Saint-Louis             | CFA (D3)        |
| Division 1 (D1) | Stade rennais UC         | 11 - 1     | Bagnères-de-Luchon Sports  | CFA (D3)        |
| CFA (D3)        | Stade saint-germanois    | 3 - 2      | AC Ajaccio                 | Division 1 (D1) |
| Division 1 (D1) | Red Star FC              | 4 - 1      | SEC Bastia                 | Division 1 (D1) |
| Division 2 (D2) | AS Aix-en-Provence       | 2 - 1      | AS Cannes                  | Division 2 (D2) |
| CFA (D3)        | AS Strasbourg            | 3 - 2      | RCFC Besançon              | Division 2 (D2) |
| Division 1 (D1) | RC Strasbourg            | 2 - 1      | FC Sochaux-Montbéliard     | Division 1 (D1) |
| Division 2 (D2) | SC Toulon                | 2 - 0      | AS Monferrand              | CFA (D3)        |
| Division 1 (D1) | US Valenciennes-Anzin    | 1 - 0      | US Dunkerque               | Division 2 (D2) |
| Division 2 (D2) | AS Angoulême             | 3 - 0      | AS Béziers                 | Division 2 (D2) |
| Division 1 (D1) | Nîmes Olympique          | 1 - 1 a.p. | SC Challans                | DH (D4)         |
| Division 1 (D1) | AS Saint-Étienne         | 3 - 0      | UO Albertville             | PH (D5)         |
| CFA (D3)        | EDS Montluçon            | 4 - 1      | FA Cournon-le-Cendre       | CFA (D3)        |
| CFA (D3)        | Stade montois            | 3 - 0      | FC Lorient                 | Division 2 (D2) |
| Division 1 (D1) | FC Metz                  | 2 - 0      | SO Merlebach               | CFA (D3)        |
| Division 2 (D2) | Angers SCO               | 2 - 1      | SM Caen                    | CFA (D3)        |
| DH (D4)         | RC Bollène               | 1 - 2      | RC Agde                    | DH (D4)         |
| Division 1 (D1) | FC Girondins de Bordeaux | 5 - 0      | SO Montpellier             | Division 2 (D2) |
| CFA (D3)        | AC Cambrai               | 1 - 0      | FC Rouen                   | Division 1 (D1) |
| CFA (D3)        | SO Cholet                | 2 - 1      | SO Châtellerault           | CFA (D3)        |
| DH (D4)         | Évreux AC                | 2 - 1      | CO Roubaix-Tourcoing       | DH (D4)         |
| Division 2 (D2) | FC Grenoble              | 4 - 3 a.p. | AS Monaco FC               | Division 1 (D1) |
| CFA (D3)        | FC Gueugnon              | 3 - 1 a.p. | US Le Vésinet              |                 |
| CFA (D3)        | ESCN La Ciotat           | 2 - 0      | FC Sète                    | CFA (D3)        |
| Division 2 (D2) | RC Lens                  | 3 - 0      | Olympique de Saint-Quentin | CFA (D3)        |
| Division 2 (D2) | Lille OSC                | 0 - 0 a.p. | US Quevilly                | CFA (D3)        |
| Division 1 (D1) | Olympique lyonnais       | 2 - 0 a.p. | AS Nancy-Lorraine          | Division 2 (D2) |
| Division 1 (D1) | Olympique de Marseille   | 1 - 0      | Olympique avignonnais      | Division 2 (D2) |
| Matches rejoués |                          |            |                            |                 |
| Division 2 (D2) | Lille OSC                | 1 - 0      | US Quevilly                | CFA (D3)        |
| DH (D4)         | RC Bollène               | 2 - 0      | RC Agde                    | DH (D4)         |
| Division 2 (D2) | Nîmes Olympique          | 6 - 1      | SC Challans                | DH (D4)         |

## Seizièmes de finale
| Division                    | Club                     | Score      | Club                  | Division        |
| --------------------------- | ------------------------ | ---------- | --------------------- | --------------- |
| Division 2 (D2)             | Angers SCO               | 0 - 0 a.p. | RC Lens               | Division 2 (D2) |
| Division 1 (D1)             | RC Strasbourg            | 1 - 1 a.p. | Lille OSC             | Division 2 (D2) |
| Division 1 (D1)             | RC Paris-Sedan           | 2 - 0      | FC Nantes             | Division 1 (D1) |
| Division 1 (D1)             | Red Star FC              | 2 - 1 a.p. | EDS Montluçon         | CFA (D3)        |
| CFA (D3)                    | Stade saint-germanois    | 1 - 1 a.p. | ESCN La Ciotat        | CFA (D3)        |
| Division 1 (D1)             | AS Saint-Étienne         | 1 - 0      | Stade de Reims        | Division 2 (D2) |
| Division 1 (D1)             | OGC Nice                 | 1 - 1 a.p. | AS Strasbourg         | CFA (D3)        |
| CFA (D3)                    | FC Mulhouse 1893         | 2 - 0      | AS Aix-en-Provence    | Division 2 (D2) |
| Division 1 (D1)             | FC Metz                  | 5 - 3      | Nîmes Olympique       | Division 1 (D1) |
| Division 1 (D1)             | Olympique de Marseille   | 3 - 2 a.p. | Stade rennais UC      | Division 1 (D1) |
| Division 1 (D1)             | Olympique lyonnais       | 3 - 1      | US Valenciennes-Anzin | Division 1 (D1) |
| CFA (D3)                    | FC Gueugnon              | 2 - 0      | Stade montois         | CFA (D3)        |
| DH (D4)                     | Évreux AC                | 2 - 2 a.p. | RC Bollène            | DH (D4)         |
| CFA (D3)                    | AC Cambrai               | 2 - 0      | SO Cholet             | CFA (D3)        |
| Division 1 (D1)             | FC Girondins de Bordeaux | 2 - 1      | FC Grenoble           | Division 2 (D2) |
| Division 2 (D2)             | AS Angoulême             | 2 - 0      | SC Toulon             | Division 2 (D2) |
| Matches rejoués             |                          |            |                       |                 |
| CFA (D3)                    | Stade saint-germanois    | 0 - 0 a.p. | ESCN La Ciotat        | CFA (D3)        |
| Division 1 (D1)             | OGC Nice                 | 3 - 0      | AS Strasbourg         | CFA (D3)        |
| Division 2 (D2)             | Angers SCO               | 3 - 1      | RC Lens               | Division 2 (D2) |
| Division 1 (D1)             | RC Strasbourg            | 2 - 1      | Lille OSC             | Division 2 (D2) |
| DH (D4)                     | Évreux AC                | 1 - 1 a.p. | RC Bollène            | DH (D4)         |
| Matches rejoués une 3e fois |                          |            |                       |                 |
| CFA (D3)                    | Stade saint-germanois    | 2 - 1      | ESCN La Ciotat        | CFA (D3)        |
| DH (D4)                     | Évreux AC                | 2 - 1      | RC Bollène            | DH (D4)         |

## Huitièmes de finale
| Division        | Club             | Aller | Total | Retour     | Club                     | Division        |
| --------------- | ---------------- | ----- | ----- | ---------- | ------------------------ | --------------- |
| Division 2 (D2) | Angers SCO       | 1 - 0 | 2 - 2 | 1 - 2 a.p. | Olympique lyonnais       | Division 1 (D1) |
| CFA (D3)        | AC Cambrai       | 0 - 1 | 0 - 2 | 0 - 1      | FC Mulhouse 1893         | CFA (D3)        |
| Division 1 (D1) | FC Metz          | 2 - 0 | 3 - 4 | 1 - 4      | RC Strasbourg            | Division 1 (D1) |
| Division 1 (D1) | Red Star FC      | 3 - 2 | 3 - 3 | 0 - 1 a.p. | RC Paris-Sedan           | Division 1 (D1) |
| DH (D4)         | Évreux AC        | 0 - 1 | 1 - 3 | 1 - 2      | Stade saint-germanois    | CFA (D3)        |
| Division 2 (D2) | AS Angoulême     | 3 - 3 | 3 - 5 | 0 - 2      | Olympique de Marseille   | Division 1 (D1) |
| CFA (D3)        | FC Gueugnon      | 2 - 3 | 4 - 3 | 2 - 0      | OGC Nice                 | Division 1 (D1) |
| Division 1 (D1) | AS Saint-Étienne | 0 - 1 | 2 - 3 | 2 - 2      | FC Girondins de Bordeaux | Division 1 (D1) |
| Matches rejoués |                  |       |       |            |                          |                 |
| Division 1 (D1) | RC Paris-Sedan   |       | 3 - 1 |            | Red Star FC              | Division 1 (D1) |
| Division 2 (D2) | Angers SCO       |       | 3 - 1 |            | Olympique lyonnais       | Division 1 (D1) |

## Quarts de finale
| Division        | Club                  | Aller | Total | Retour | Club                     | Division        |
| --------------- | --------------------- | ----- | ----- | ------ | ------------------------ | --------------- |
| CFA (D3)        | FC Gueugnon           | 0 - 1 | 1 - 3 | 1 - 2  | Angers SCO               | Division 2 (D2) |
| CFA (D3)        | FC Mulhouse 1893      | 0 - 2 | 0 - 3 | 0 - 1  | FC Girondins de Bordeaux | Division 1 (D1) |
| CFA (D3)        | Stade saint-germanois | 0 - 2 | 1 - 7 | 1 - 5  | Olympique de Marseille   | Division 1 (D1) |
| Division 1 (D1) | RC Strasbourg         | 1 - 0 | 1 - 1 | 0 - 1  | RC Paris-Sedan           | Division 1 (D1) |
| Match rejoué    |                       |       |       |        |                          |                 |
| Division 1 (D1) | RC Paris-Sedan        |       | 3 - 2 |        | RC Strasbourg            | Division 1 (D1) |

## Demi-finales
| Division        | Club           | Aller | Total | Retour | Club                     | Division        |
| --------------- | -------------- | ----- | ----- | ------ | ------------------------ | --------------- |
| Division 1 (D1) | Angers SCO     | 0 - 0 | 1 - 2 | 1 - 2  | Olympique de Marseille   | Division 1 (D1) |
| Division 1 (D1) | RC Paris-Sedan | 0 - 0 | 3 - 4 | 3 - 4  | FC Girondins de Bordeaux | Division 1 (D1) |

## Finale
| 18 mai 1969               | FC Girondins de Bordeaux | 0 - 2   | Olympique de Marseille       | Stade olympique Yves-du-Manoir, Colombes                            |                                                                     |
| Historique des rencontres |                          | (0 - 0) | 82e (csc) Papin · 89e Joseph | Spectateurs : 39 460 · Arbitrage : Roger Machin · Photos du match · | Spectateurs : 39 460 · Arbitrage : Roger Machin · Photos du match · |
| Historique des rencontres | Rapport                  |         |                              | Spectateurs : 39 460 · Arbitrage : Roger Machin · Photos du match · | Spectateurs : 39 460 · Arbitrage : Roger Machin · Photos du match · |

| Bordeaux | Marseille |

|               | Gardien de but     | Christian Montes |  |     |  |
|               | D                  | Gérard Papin     |  |     |  |
|               | D                  | Robert Péri      |  |     |  |
|               | D                  | André Chorda     |  |     |  |
|               | M                  | Guy Calléja      |  |     |  |
|               | M                  | Bernard Baudet   |  |     |  |
|               | A                  | Claude Petyt     |  |     |  |
|               | A                  | Félix Burdino    |  | 65e |  |
|               | A                  | Jacky Simon      |  |     |  |
|               | A                  | Carlos Ruiter    |  |     |  |
|               | A                  | Edouard Wojciak  |  |     |  |
| Remplaçants : |                    |                  |  |     |  |
|               | A                  | Didier Couécou   |  | 65e |  |
| Entraîneur :  |                    |                  |  |     |  |
|               | Jean-Pierre Bakrim |                  |  |     |  |

|               | Gardien de but | Jean-Paul Escale        |  |  |  |
|               | D              | Jean-Pierre Lopez       |  |  |  |
|               | D              | Jean-Louis Hodoul       |  |  |  |
|               | D              | Jean Djorkaeff          |  |  |  |
|               | D              | Jules Zvunka            |  |  |  |
|               | M              | Jacques Novi            |  |  |  |
|               | M              | Jean-Pierre Destrumelle |  |  |  |
|               | A              | Roger Magnusson         |  |  |  |
|               | A              | Joseph Yegba Maya       |  |  |  |
|               | A              | Joseph Bonnel           |  |  |  |
|               | A              | Hubert Gueniche         |  |  |  |
| Remplaçants : |                |                         |  |  |  |
| Entraîneur :  |                |                         |  |  |  |
|               | Mario Zatelli  |                         |  |  |  |